# John Madden Football (videogioco 1990)
John Madden Football è un videogioco sportivo di football americano sviluppato e pubblicato dall'Electronic Arts nel 1990 per Amiga e Sega Mega Drive. È omonimo del precedente John Madden Football per altre piattaforme e di altri titoli successivi, ma sostanzialmente diverso.